# La llamada de la sangre
La llamada de la sangre (en inglés: "Drawing Blood") es una novela de 1993, la segunda novela del autor Poppy Z. Brite.

## Sinopsis
La novela está protagonizada por Trevor McGee, un dibujante de cómic, y el único superviviente de su familia, que fue asesinada por su padre antes de suicidarse, y que varios años después regresa al lugar de la tragedia en Missing Mile, Carolina del Norte, en busca de respuestas; y Zachary Bosch, un pirata informático bisexual, que huyendo de la policía llega a la casa donde murió la familia de McGee en Missing Mile. Entre ambos surgirá el romance a medida que los viejos fantasmas de Trevor acuden para rememorar el pasado.

## Ejemplares de coleccionista
Cuando un hombre se prendió fuego en Los Ángeles, California en una empresa comercial, varios ejemplares de esta novela quedaron saturados con el olor a carne quemada. El empresario Barry R. Levin los vendió en bolsas plásticas aislantes como ejemplares de coleccionista.